# Theodor Toeplitz
Theodor Max Toeplitz (* 17. Oktober 1850 in Warschau; † 3. Juni 1919 in Breslau) war ein deutscher Arzt und Funktionär. Von 1915 bis 1919 war er Vorsitzender der Deutschen Turnerschaft.

## Leben und Wirken
Im Alter von drei Jahren verließ Toeplitz mit seinen Eltern Polen und zog nach Deutschland. Von 1961 bis 1865 besuchte er in Dresden die Kreuzschule und parallel dazu die Turnlehrer-Bildungsanstalt. Danach ging er nach Heidelberg, wo er am Großherzoglich Badischen Lyceum seine Schulbildung fortsetzte und unter Wassmannsdorff turnte. 1868 erhielt er das Reifezeugnis und studierte anschließend Medizin, zunächst bis 1869 in Heidelberg und dann in Königsberg. Dort wurde er 1873 zum Doktor der Medizin promoviert. Nach dem Studium lebte er in Breslau. Er wurde zum Geheimen Sanitätsrat ernannt.
In Breslau trat Toeplitz dem dortigen alten Turnverein bei. 1880 wurde er Mitglied des Kreisturnrats und 1892 Kreisvertreter des II. Turnkreises sowie Mitglied und Schriftwart des Ausschusses der Deutschen Turnerschaft. Als Nachfolger des verstorbenen Ferdinand Goetz war Toeplitz von 1915 bis 1919 Vorsitzender der Deutschen Turnerschaft. Er war außerdem Mitglied und kurzzeitig bis zu seinem Tod stellvertretender Vorsitzender des Deutschen Reichsausschusses für Leibesübungen.